# 张亚英
张亚英（1964年—），黑龙江密山人，汉族，中华人民共和国政治人物、第十二届全国人民代表大会黑龙江地区代表。
毕业于辽宁师范大学教育管理专业，加入中国共产党。2013年，被选为全国人大代表。